# Rio Corse
O rio Corse (em armênio: Հորսի գետ; romaniz.: Horsi get) é um rio na província de Vaiose Zor, na Armênia. Ele começa nas encostas orientais das montanhas Carcatar, flui a nordeste, perto da aldeia de Corse, e se junta ao rio Selim à direita, dois quilômetros a sudoeste da vila de Caragluque. O comprimento é de 11 quilômetros.